# Landeskirche en Baden

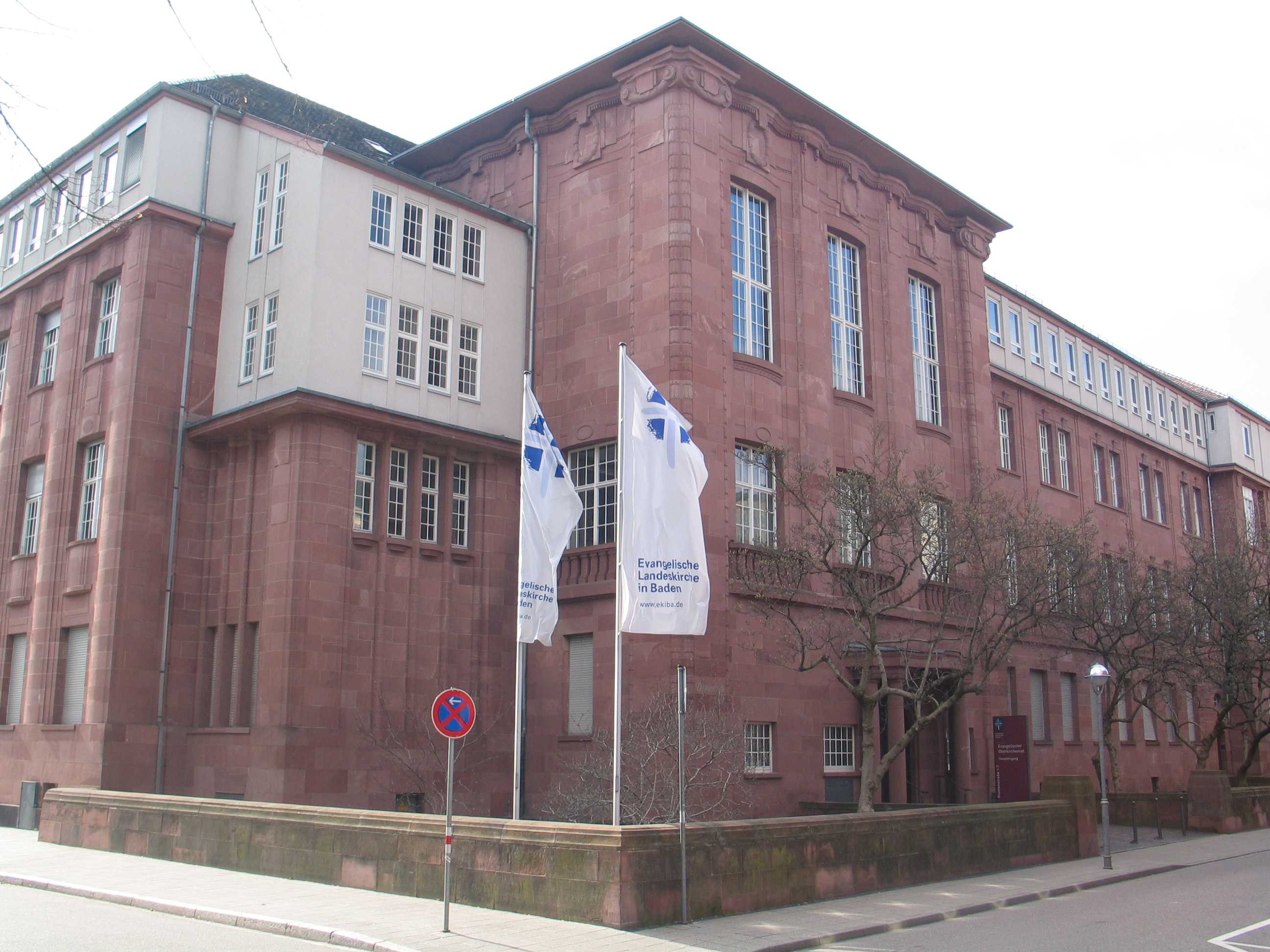
Sede en Karlsruhe

La Landeskirche en Baden es una de las  20 diócesis protestantes que conforman la Iglesia Evangélica en Alemania (EKD) y miembro de la Conferencia de las Iglesias en el Rin. Como todas las iglesias protestantes, es una Corporación de Derecho público. Tiene su sede en Karlsruhe.